# Oleksandr Grebieniuk
Oleksandr Viktorovych Grebieniuk (in ucraino Гребінюк Олександр Вікторович?; trasl. angl.: Oleksandr Grebieniuk; Horišni Plavni, 23 giugno 1981) è un ex calciatore ucraino, di ruolo centrocampista.

## Carriera
Ha iniziato la sua carriera come giocatore al Hirnyk-Sport, Vorskla, Kryvbas, Vorskla, Oleksandrija e Desna Černihiv. Nel 2009 passa al Mash'al.